# اسقف‌نشینی کاتولیک رومی میلان
اسقف‌نشینی کاتولیک رومی میلان (ایتالیایی: Arcidiocesi di Milano) یک کلیسای لاتین قلمرو کلیسایی یا اسقف‌نشین کلیسای کاتولیک در ایتالیا است که مناطق میلان، مونتزا، لکو و وارزه را پوشش می‌دهد.